# زكريا لعبيدي
زكريا لعبيدي (بالفرنسية: Zakarie Labidi)‏ (8 فبراير 1995 في فرنسا - ) هو لاعب كرة قدم فرنسي وتونسي في مركز الوسط. شارك مع منتخب فرنسا تحت 16 سنة لكرة القدم ومنتخب فرنسا تحت 17 سنة لكرة القدم ومنتخب فرنسا تحت 18 سنة لكرة القدم ومنتخب فرنسا تحت 19 سنة لكرة القدم. أما مع النوادي، فقد لعب مع أولمبيك ليون.

## وصلات خارجية
- زكريا لعبيدي على موقع رابطة كرة القدم الفرنسية للمحترفين (الإنجليزية)
- زكريا لعبيدي على موقع قاعدة بيانات كرة القدم.إي يو (الإنجليزية)
- زكريا لعبيدي على موقع ليكيب (الفرنسية)
- زكريا لعبيدي على موقع Soccerway.com (الإنجليزية)
- زكريا لعبيدي على موقع AS.com (الإسبانية)